# Juliette Lamboley
Juliette Lamboley (Paris, 21 de abril de 1990) é uma atriz francesa.
Juliette deixou claro aos seus pais, desde os 6 anos de idade, que queria ser atriz, contrariando a área de atuação da família, pois seu pai é médico e sua mãe é fonoaudióloga e em 1998, com apenas 8 anos de idade, estreou na carreira, atuando na série de TV "P.J.".
Trabalhando no teatro, cinema e televisão, já participou de inúmeras produções, como em O Pacto dos Lobos, L'Auberge rouge ou Vermelho Brasil.
Em 2006, recebeu o prêmio de atriz revelação no Festival de Monte-Carlo, pelo papel de Gigi no filme "Mademoiselle Gigi" e em 2009, foi finalista do prêmio César na categoria atriz promissora, pelo filme "15 ans et demi". Em 2011, foi premiada no "Talent Cannes Adami" (evento paralelo ao Festival de Cannes para filmes de curta-metragens).